# Anios
Anios (altgriechisch Ἄνιος Ánios) ist eine Figur aus der griechischen Mythologie.

## Herkunft
Anios ist ein Sohn des Apollon und der Rhoio (bedeutet Granatapfelmädchen). Als die Schwangerschaft seiner Mutter Rhoio (Tochter von Staphylos und Chrysothemis, einer Enkelin des Dionysos) entdeckt wurde, sperrte ihr Vater Staphylos (bedeutet Weintraube) sie in einen Kasten und setzte diesen dann auf dem Meer aus. Sie landete schließlich auf der dem Apollon heiligen Insel Delos und brachte einen Sohn zur Welt. Sie legte ihn auf dem Altar des Apollon nieder, mit der Bitte, er möge für das Kind sorgen, wenn er Anios als Sohn anerkenne. Apollon willigte ein und gab dem Kind eine prophetische Gabe. Andere Überlieferungen sagen, Rhoio sei in der Kiste zunächst an der Küste von Euböa angeschwemmt worden.
Manchmal wird auch Krëusa als Anios’ Mutter genannt.

## Leben
Anios wurde Priesterkönig der Insel Delos. Er heiratete Dorippe, die ihm einen Sohn namens Andros gebar, der später König der ägäischen Insel Andros wurde. Apollon hatte ihm die Kunst gelehrt, den Vogelflug zu deuten.
Von seiner Gemahlin Dorippe hatte Anios auch drei Töchter, Oino, Spermo und Elais, die er dem Dionysos weihte, da er wünschte, dass seine Familie unter dem Schutz eines weiteren Gottes stehe. Als Gegenleistung stattete Dionysos die Töchter mit besonderen Gaben aus: Alles, was Oino berühre, nachdem sie den Gott um Hilfe gebeten hätte, würde in Wein verwandelt werden, was Spermo berühre in Getreide, und was Elais berühre in Öl. Das waren die Nahrungsmittel, nach denen sie auch benannt waren.

## Trojanischer Krieg
Als die Griechen nach Troja zogen, sammelte sich ihre Flotte zunächst in Aulis und sie nahmen Vorräte an Getreide, Wein, Öl und anderen Nahrungsmitteln auf ihre Schiffe, die ihnen Anios zur Verfügung stellte. Die griechische Flotte zu versorgen, war ihm ein leichtes, da seine drei Töchter ihm behilflich sein konnten. Jedoch war Agamemnon damit noch nicht zufrieden. Er entsandte Menelaos und Odysseus mit der Bitte nach Delos, Anios zu fragen, er möge ihm seine Töchter auf die Expedition mitgeben. Anios schlug ihm diese Bitte ab, weil er aufgrund seiner prophetischen Gabe wusste, dass es der Wille der Götter war, Troja würde erst im zehnten Jahr des Krieges eingenommen werden. Anios schlug gastfreundlich vor, seine Töchter würden bis zum zehnten Jahr die Nahrungsversorgung von Delos aus sicherstellen, und wenn es doch noch nötig sei, würden sie später nach Troja nachkommen. Aber da Agamemnon zuvor befohlen hatte, die drei Töchter unbedingt mitzubringen, ob Anios zustimmen würde oder nicht, fesselte Odysseus sie und zwang sie auf sein Schiff. Als die drei später entfliehen konnten, zwei von ihnen nach Euboia, die letzte nach Andros, sandte Agamemnon Schiffe zur Verfolgung aus und drohte jedem mit Krieg, wenn sie nicht ausgeliefert werden würden. Alle drei ergaben sich und riefen gleichzeitig Dionysos um Hilfe an. Als Agamemnon sie fesseln lassen wollte, verwandelte der angerufene Gott die Töchter in Tauben.
Nach dem Fall Trojas bewirtete Anios den geflohenen Helden Aeneas und dessen Vater Anchises auf deren Fahrten, die nach Italien führen sollten.

## Eponyme
1998 wurde der Jupiter-Trojaner (8060) Anius nach ihm benannt.